# Ка Колето (Венеција)
Ка Колето (итал. Ca' Colletto) је насеље у Италији у округу Венеција, региону Венето.
Према процени из 2011. у насељу је живело 50 становника. Насеље се налази на надморској висини од 1 м.